# Planells de Josep
Els Planells de Josep, és una plana agrícola del terme municipal de Castell de Mur, a l'antic terme de Mur, al Pallars Jussà, en territori del poble de Vilamolat de Mur.
Es troben a ponent de Vilamolat de Mur i de la casa a la qual pertanyen, Casa Josep, al nord de los Tarterons i a l'esquerra de la llau del Toll. Pel seu costat oriental discorre el Camí de la Sort. Queda sota i al sud del Camí de Vilamolat de Mur, o de Casa Ginebrell, l'actual carretera que relliga el poble amb Puigverd.